# La Cantonale Juniors
La Cantonale Juniors est une course cycliste française disputée au mois de juillet dans le département de l'Aisne. Créée en 2000, elle se déroule sur une journée et propose un contre-la-montre et une étape en ligne. Elle est réservée aux coureurs juniors (moins de 19 ans).

## Palmarès depuis 2009
| Année | Vainqueur            | Deuxième             | Troisième       |
| ----- | -------------------- | -------------------- | --------------- |
| 2009  | Bob Schoonbroodt     | Nick van der Lijke   | Sjors Roosen    |
| 2010  | ?                    |                      |                 |
| 2011  | Anthony Turgis       | Paul Ourselin        | Anthony Morel   |
| 2012  | Anthony Turgis       | Miel Houfflyn        | Félix Pouilly   |
| 2013  | Liam Aitcheson       | Rémy Mertz           | Nicolas Legras  |
| 2014  | Guillaume Millasseau | Florian Maître       | Aaron Verwilst  |
| 2015  | Sylvain Léonard      | Loïc Guillaume       | Alexys Brunel   |
| 2016  | Tanguy Turgis        | Clément Javouhey     | Alex Aze        |
| 2017  | Rémi Huens           | Matis Louvel         | Théo Nonnez     |
| 2018  | Joris Delbove        | Baptiste Huyet       | Léandre Midelet |
| 2019  | Hugo Page            | Louis Coqueret       | Joris Kroon     |
| 2020  | pas de course        |                      |                 |
| 2021  | Bart Hordijk         | Elmar Abma           | Matéo Jot       |
| 2022  | Edwin Mercier        | Tanguy Floch-Prigent | Antoine L'Hote  |
| 2023  | Edwin Mercier        | Gabriel Aduson       | Maxime Louis    |